# Senah Mango
Senah Yaovi Mango (ur. 13 grudnia 1991 w Lomé) – togijski piłkarz grający na pozycji obrońcy.
W swojej karierze rozegrał 57 spotkań i zdobył jedną bramkę w trzeciej lidze francuskiej. Wystąpił też w 25 meczach trzeciej ligi hiszpańskiej. Ponadto zaliczył po siedem występów w ligach Reunionu i Andory. 
W barwach Olympique Marsylia zagrał jeden raz, w pojedynku kw. do Ligi Europy 2012/2013.
W reprezentacji Togo zadebiutował 20 sierpnia 2008 w przegranym 1:2 towarzyskim meczu z Demokratyczną Republiką Konga, a 11 lutego 2009 w zremisowanym 1:1 towarzyskim pojedynku z Burkiną Faso strzelił swojego jedynego gola w kadrze. W latach 2008–2012 w drużynie narodowej rozegrał 12 spotkań.